# 馮世昌
馮世昌（？—？），字□，河南寧山衛軍籍獲嘉縣人，明朝政治人物。

## 生平
弘治十四年（1501年）辛酉科河南鄉試第十二名舉人。正德六年（1511年）中式辛未科會試第二百三十名，登第三甲第一百七十五名進士。

## 家族
初自镇江金山卫迁扬州之如皋。明洪武中，贵一公始隶直隶宁山卫军籍，而屯田河南获嘉县境中。曾祖馮禮；祖父景和公馮春；父克抑公馮謙，承襲軍職。母王氏。慈侍下。兄世安，弟世康、世通、世清。